# Bleßkopf

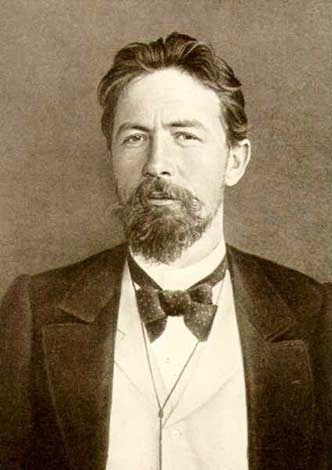
Anton Tschechow

Bleßkopf, auch Der Bläss, Weißstirnchen und Die Wölfin (russisch Белолобый, Beloloby), ist eine Tiergeschichte des russischen Schriftstellers Anton Tschechow, die im Novemberheft 1895 der Sankt Petersburger Illustrierten Detskoje tschtenije (russ. Детское чтение – etwa: Was Kinder lesen) erschien.
Wladimir Czumikows Übertragung ins Deutsche kam 1901 unter dem Titel Bleßkopf bei Diederichs in Leipzig heraus. 1904 folgte T. Kroczeks Übersetzung Die Wölfin bei Otto Hendel in Halle. Andere Übersetzungen: 1951 ins Polnische (Łatek – etwa: Der Gefleckte) und 1971 ins Englische (Wolf and the mutt – Der Wolf und der Köter).

## Handlung
In einer bitterkalten Märznacht lässt die hungrige Wölfin ihre drei Jungen in der Höhle zurück und nähert sich durch den Tiefschnee dem vier Kilometer entfernten Gehöft des 70-jährigen Wächters Ignat. Über einen haushohen Schneehaufen erklimmt die Wölfin das strohgedeckte Dach des Schafstalls, wühlt sich durch, dringt mit Getöse ein, will ein Lamm reißen, erwischt aber im Finstern aus Versehen einen schwarzen jungen Hund mit einem großen weißen Fleck auf der Stirn. Die Wölfin flüchtet vor dem nun seinerseits lärmenden Ignat und akzeptiert auf dem Heimweg die Beute nicht. Weißstirnchen trottet hinter der Wölfin her.
Die drei Wolfsjungen spielen tags darauf vergnügt mit dem Ankömmling. In der folgenden Nacht wiederholt die hungrige Wölfin den Beutezug auf demselben Weg zu demselben Ziel. Weißstirnchen bleibt bis aufs Dach und sogar bis hinab in den Schafstall an der Seite der Wölfin. Diesmal werden die beiden von einem bewaffneten Ignat empfangen. Ein Schuss aus der Flinte des Alten vertreibt die Wölfin.
Ignat hat anscheinend die Anwesenheit der Wölfin im Dunkeln gar nicht bemerkt, denn er meint, Weißstirnchen sei zweimal solo durch das Dach in den warmen Schafstall vorgedrungen. So zieht Ignat dem jungen Hund eines mit der Rute über das Fell und belehrt ihn: „Geh durch die Tür!“

## Rezeption
- 26. November 2004, Karla Schneider in der FAZ: Tschechow, Anton P.: Kaschtanka und andere Kindergeschichten.[6]

## Deutschsprachige Ausgaben
- Anton Pavlovič Čechov: Kaschtanka und andere Kindergeschichten. Ausgewählt und aus dem Russischen übersetzt von Peter Urban. Mit Zeichnungen von Tatjana Hauptmann. 156 Seiten, Diogenes Verlag, Zürich 2004, ISBN 3-257-01107-5

### Verwendete Ausgabe
- Weißstirnchen. S. 38–46 in A. P. Tschechow: Neue Meistererzählungen. Deutsch von Reinhold Trautmann. 367 Seiten. Dieterich’sche Verlagsbuchhandlung, Leipzig 1949 (Aufl. 1958, Vorwort 20 Seiten von R.M.)